# Ondas tropicales (radiodifusión)
Onda Tropical - OT u "Ondas Tropicales" es un rango del espectro electromagnético correspondiente a las radiofrecuencias entre 2300 kHz y 5060 kHz (longitudes de onda de 120 m a 60 m).
Las reflexiones en las capas inferiores de la ionosfera, asociadas a las sucesivas refracciones en la troposfera, permiten la cobertura de extensas regiones y puntos de alcance en la superficie de la Tierra a miles de kilómetros de distancia de una sola antena transmisora. El origen de la denominación "ondas tropicales" se asocia a (uso entre los trópicos) y a la comparación de su "longitud de onda", del orden de decenas de metros (por lo que también se denominan ondas decamétricas), con la longitud de onda de otras radiaciones electromagnéticas más largas, como las ondas medias (ondas hectométricas) y las ondas largas (ondas kilométricas).
Desempeñan un papel importante en las transmisiones de radio tanto para la radiodifusión como para fines de utilidad (comunicaciones con aviones, barcos, etc.) civiles, militares o comerciales. En la Amazonia brasileña, las ondas tropicales son muy importantes para la radiodifusión, porque las señales de las bandas de onda media (AM) y FM no pueden llegar a las regiones situadas en el interior y las emisiones de onda corta, muy sensibles a la propagación, no suelen recibirse de forma continua en estos lugares.
También llamadas ondas intermedias, al principio de su uso en la región amazónica, sólo se instalaron transmisores OT y sólo después del evento de portabilidad de los receptores de radio, se instalaron estaciones en Onda Media, esto debido a que estos dispositivos no necesitaban ser conectados a antenas receptoras externas que les quitarían su movilidad y también la falta de equipos multilíneas nacionales, siendo el primer equipo totalmente nacional con OT fue el nostálgico transglobo Philco.
Su mejor propagación ocurre en la noche, que disminuye gradualmente hasta la hora correspondiente a 02 (dos) horas antes del mediodía en la localidad, reduciéndose en un intervalo de aproximadamente 04 (cuatro) horas, volviendo, gradualmente, a la condición ideal, a partir de 14 (catorce) horas locales. Debido a la característica de la longitud de onda, las transmisiones pueden propagarse a grandes distancias, a través de saltos donde hay refracción y consecuente reflexión en las capas de la ionosfera (Ley de Snell).
La propagación de las transmisiones de radio en ondas cortas está sujeta a la fenomenología de las capas ionosféricas. La designación nació en los primeros días de las transmisiones de radio, cuando las frecuencias generalmente utilizadas eran mucho más bajas. Esta porción del espectro también se denomina HF, (Alta Frecuencia), en contrapunto a la banda de ondas largas (del orden de kilómetros de longitud de onda, también denominada LF, Baja Frecuencia) y a las ondas métricas que conforman las transmisiones en frecuencias de VHF, Muy Alta Frecuencia. La Onda Tropical es una onda corta creada para ser usada entre los trópicos.

## Espectro
El espectro electromagnético en las frecuencias de las ondas tropicales está ocupado por transmisiones de las más diversas formas, desde la radiodifusión comercial y no comercial hasta las transmisiones de radioaficionados y las transmisiones para la comunicación entre aviones y barcos.
Muchos países tienen emisiones estatales de onda corta en varios idiomas, con la intención de llevar las noticias económicas, culturales o incluso cotidianas de su población más allá de sus límites territoriales (ya que la onda corta tiene generalmente un gran alcance geográfico). Entre ellos, hay quienes transmiten al extranjero esta vez con el objetivo de ser un "canal" entre sus expatriados y su país de origen. Entre los países que cuentan con grandes emisoras que emiten en el extranjero se encuentran Estados Unidos, Brasil, Canadá, Rusia, Francia, Alemania, Japón, Corea del Sur, China, Argentina, Italia, República Checa y los Países Bajos.
En Brasil las emisoras que transmiten en el rango de ondas tropicales y u ondas cortas son: Rádio Difusora Acreana Rio Branco-Acre, Rádio Brasil Central, Rádio Universo, Rádio Educadora de Limeira, Rádio Gaúcha, Rádio Nacional, Rádio Novo Tempo, Rádio Trans Mundial, Rádio Bandeirantes São Paulo, Rádio Guaíba, Rádio Clube do Pará, Rádio Itatiaia, Rádio Inconfidência, Rádio Difusora de Macapá, Rádio Educadora de Bragança, Rádio Cultura, Rádio Difusora do Amazonas, Rádio Cultura do Amazonas, Rádio Marumby, Rádio Integração (Cruzeiro do Sul) Super Rádio Deus é Amor, Rádio Cultura de Cuiabá, Rádio Daqui, Rádio Difusora de Londrina, Rádio Alvorada de Londrina, Rádio Voz Missionária, Rádio Municipal y Rádio Roraima.
Bandas
- 2300 a 2495 kHz banda de 120 metros
- 3200 a 3400 kHz banda de 75 metros
- 4750 a 4995 kHz banda de 62 metros
- 5005 a 5060 kHz banda de 60 metros

## Largas distancias (Dexismo)
Debido a la posibilidad de transmisión a larga distancia (DX) asociada al uso de las ondas tropicales, algunas transmisiones de radio regionales o nacionales son sintonizadas en lugares muy distantes, especialmente por radioaficionados y oyentes de radio swl (también llamados "dexistas").
Muchos dexistas, radioaficionados y radioescuchas sintonizan las radios en ondas tropicales para escuchar los programas de las emisoras, y componen informes de recepción, calificando la calidad de la transmisión y describiendo en detalle el contenido de la misma. Los oyentes de la radio, dexistas, envían estos informes a las emisoras, que a su vez emiten un certificado de escucha, llamado "tarjeta QSL".
Estaciones de servicio
La gran mayoría son estaciones de servicio público.
Las estaciones de servicio son las que transmiten involuntariamente al público en general (aunque sus señales pueden ser recibidas por cualquiera con el equipo adecuado). Hay bandas de onda corta atribuidas al uso de la flota mercante, el clima marino y las estaciones navales-terrestre; para la comunicación aérea y aérea-terrestre; para las comunicaciones militares; para los propósitos gubernamentales de larga distancia, y por otros medios de comunicación de no difusión. Muchos entusiastas de la radio, aficionados y dexistas se especializan en escuchar transmisiones "utilitarias", que a menudo se originan en lugares geográficos, sin conocimiento de las estaciones de onda corta.
Radioaficionado
La práctica de operar un transmisor de radio de onda corta para comunicaciones bidireccionales no comerciales se conoce como radio amateur. Las licencias son concedidas por organismos gubernamentales autorizados. Los operadores de radioaficionados han hecho muchos avances técnicos en el área de la radio y están disponibles para transmitir comunicaciones de emergencia cuando fallan los canales de comunicación normales. Algunos aficionados practican la operación fuera de la red eléctrica para estar preparados para la pérdida de energía. Muchos radioaficionados empezaron como oyentes de onda corta (SWL) y animan activamente a los SWL a convertirse también en radioaficionados. Muchos radioaficionados también son excelentes oyentes de radio, dexistas.

## Información
- Las radios y algunas viejas radios de coche sintonizadas en Onda Media (MW), más conocidas como radios AM en las frecuencias de 540 kHz a 1630 kHz
- Estas viejas radios a menudo también sintonizaban frecuencias de onda corta (SW) de hasta 15 a 30 MHz
- Sintonía de Ondas Tropicales (OT), en las frecuencias de 2300 kHz a 5060 kHz de 120, 90, 75 y 60 metros. Los estudios dicen que pueden alcanzar 5900 kHz de 49 metros.
- La modulación es por amplitud, donde la señal de radio, por ejemplo 3 MHz (OC), tiene su potencia de transmisión modulada por la señal de audio. Esta modulación se llama AM (Amplitud Modulada).
- La modulación AM ocupa el equivalente al doble de la banda de la señal de audio, es decir, si queremos transmitir una banda audible de 5 kHz la modulación AM ocupa 10 kHz en el espectro de radiofrecuencia
- La modulación SSB (Single Side Band) es una técnica de transmisión AM que ocupa la mitad de la banda de radio AM, es decir, requiere sólo 5 kHz de banda en el espectro de radiofrecuencia para 5 kHz de banda de audio. También se puede utilizar la banda inferior, o la banda superior, con lo que se obtiene una ocupación de un cuarto de la banda solamente (2,7 kHz).
- Las radios con modulación SSB e incluso las radios AM se estaban volviendo obsoletas debido a la baja calidad de audio, ya que la banda de audio se limitaba a 5 kHz y requería un potente amplificador (transmisor) que funcionara en la clase C. Sin embargo, con la creación de los receptores digitales de alta fidelidad y los dispositivos de mano (por ejemplo, Sony ICF-SW35) muchos vuelven a este tipo de transmisión.
- La modulación FM ocupa una banda aún más alta en el espectro de radiofrecuencia que la transmisión AM, es decir, una radio FM ocupa hasta 200 kHz para una banda de audio estéreo de 2 x 15 kHz.